# Liste der Stolpersteine in Süßen
Die Liste der Stolpersteine in Süßen enthält die Stolpersteine, die vom Kölner Künstler Gunter Demnig in Süßen verlegt wurden. Stolpersteine erinnern an das Schicksal der Menschen, die von den Nationalsozialisten ermordet, deportiert, vertrieben oder in den Suizid getrieben wurden. Sie liegen im Regelfall vor dem letzten selbst gewählten Wohnsitz des Opfers.

## Stolpersteine in Süßen
In Süßen wurden an zwei Adressen insgesamt
15 Stolpersteine
verlegt.
| Stolperstein | Inschrift                                                                                             | Verlegeort                              | Verlege- datum | Information                                                          |
| --- | --- | --------------------------------------- | -------------- | -------------------------------------------------------------------- |
| Bild gesucht Die Wikipedia wünscht sich an dieser Stelle ein Bild vom Ort mit diesen Koordinaten 48.6756409 9.7562942 . Motiv: Stolperstein Stolpersteine in der Hauptstraße 45 Falls du dabei helfen möchtest, erklärt die Anleitung , wie das geht. BW | HIER WOHNTE ALFRED BAER JG. 1875 DEPORTIERT 1941 RIGA ERMORDET                                        | Bachstraße 2 · (vorm. Hauptstraße 45) · | 16. Feb. 2008  | Alfred Baer (1875–1941/45)                                           |
| Bild gesucht Die Wikipedia wünscht sich an dieser Stelle ein Bild vom Ort mit diesen Koordinaten 48.6756409 9.7562942 . Motiv: Stolperstein Stolpersteine in der Hauptstraße 45 Falls du dabei helfen möchtest, erklärt die Anleitung , wie das geht. BW | HIER WOHNTE HANS BAER JG. 1917 DEPORTIERT 1941 RIGA ERMORDET                                          | Bachstraße 2 · (vorm. Hauptstraße 45) · | 16. Feb. 2008  | Hans Baer (1917–1941/45)                                             |
| Bild gesucht Die Wikipedia wünscht sich an dieser Stelle ein Bild vom Ort mit diesen Koordinaten 48.6756409 9.7562942 . Motiv: Stolperstein Stolpersteine in der Hauptstraße 45 Falls du dabei helfen möchtest, erklärt die Anleitung , wie das geht. BW | HIER WOHNTE HERMINE BAER GEB. LANG JG. 1894 DEPORTIERT 1941 RIGA ERMORDET                             | Bachstraße 2 · (vorm. Hauptstraße 45) · | 16. Feb. 2008  | Hermine Baer, geborene Lang (1894–1941/45)                           |
| Bild gesucht Die Wikipedia wünscht sich an dieser Stelle ein Bild vom Ort mit diesen Koordinaten 48.6756409 9.7562942 . Motiv: Stolperstein Stolpersteine in der Hauptstraße 45 Falls du dabei helfen möchtest, erklärt die Anleitung , wie das geht. BW | HIER WOHNTE SIEGFRIED BAER JG. 1930 DEPORTIERT 1941 RIGA ERMORDET                                     | Bachstraße 2 · (vorm. Hauptstraße 45) · | 16. Feb. 2008  | Siegfried Baer (1930–1941/45)                                        |
| Bild gesucht Die Wikipedia wünscht sich an dieser Stelle ein Bild vom Ort mit diesen Koordinaten 48.6756409 9.7562942 . Motiv: Stolperstein Stolpersteine in der Hauptstraße 45 Falls du dabei helfen möchtest, erklärt die Anleitung , wie das geht. BW | HIER WOHNTE WERNER BAER JG. 1923 DEPORTIERT 1941 RIGA STUTTHOF NEUENGAMME ERMORDET                    | Bachstraße 2 · (vorm. Hauptstraße 45) · | 16. Feb. 2008  | Werner Baer (1923–1941/45)                                           |
| Bild gesucht Die Wikipedia wünscht sich an dieser Stelle ein Bild vom Ort mit diesen Koordinaten 48.6756409 9.7562942 . Motiv: Stolperstein Stolpersteine in der Hauptstraße 45 Falls du dabei helfen möchtest, erklärt die Anleitung , wie das geht. BW | HIER WOHNTE EVA LANG GEB. LIFFMANN JG. 1896 DEPORTIERT 1941 RIGA ERMORDET                             | Bachstraße 2 · (vorm. Hauptstraße 45) · | 16. Feb. 2008  | Eva Lang, geborene Liffmann (1896–1941/45)                           |
| Bild gesucht Die Wikipedia wünscht sich an dieser Stelle ein Bild vom Ort mit diesen Koordinaten 48.6756409 9.7562942 . Motiv: Stolperstein Stolpersteine in der Hauptstraße 45 Falls du dabei helfen möchtest, erklärt die Anleitung , wie das geht. BW | HIER WOHNTE FANNY LANG GEB. LANDAU JG. 1894 DEPORTIERT 1941 RIGA ERMORDET                             | Bachstraße 2 · (vorm. Hauptstraße 45) · | 16. Feb. 2008  | Franziska Lang, geborene Landau (1894–1941/45), genannt Fanny        |
| Bild gesucht Die Wikipedia wünscht sich an dieser Stelle ein Bild vom Ort mit diesen Koordinaten 48.6756409 9.7562942 . Motiv: Stolperstein Stolpersteine in der Hauptstraße 45 Falls du dabei helfen möchtest, erklärt die Anleitung , wie das geht. BW | HIER WOHNTE LAZARUS 'LOUIS' LANG JG. 1893 DEPORTIERT 1941 RIGA ERMORDET                               | Bachstraße 2 · (vorm. Hauptstraße 45) · | 16. Feb. 2008  | Lazarus Lang (1893–1941/45), genannt Louis                           |
| Bild gesucht Die Wikipedia wünscht sich an dieser Stelle ein Bild vom Ort mit diesen Koordinaten 48.6756409 9.7562942 . Motiv: Stolperstein Stolpersteine in der Hauptstraße 45 Falls du dabei helfen möchtest, erklärt die Anleitung , wie das geht. BW | HIER WOHNTE LEOPOLD LANG JG. 1895 DEPORTIERT 1941 RIGA ERMORDET                                       | Bachstraße 2 · (vorm. Hauptstraße 45) · | 16. Feb. 2008  | Leopold Lang (1895–1941/45)                                          |
| Bild gesucht Die Wikipedia wünscht sich an dieser Stelle ein Bild vom Ort mit diesen Koordinaten 48.6756409 9.7562942 . Motiv: Stolperstein Stolpersteine in der Hauptstraße 45 Falls du dabei helfen möchtest, erklärt die Anleitung , wie das geht. BW | HIER WOHNTE ALFRED METZGER JG. 1880 DEPORTIERT 1941 RIGA ERMORDET                                     | Bachstraße 2 · (vorm. Hauptstraße 45) · | 16. Feb. 2008  | Alfred Metzger (1880–1941/45)                                        |
| Bild gesucht Die Wikipedia wünscht sich an dieser Stelle ein Bild vom Ort mit diesen Koordinaten 48.6756409 9.7562942 . Motiv: Stolperstein Stolpersteine in der Hauptstraße 45 Falls du dabei helfen möchtest, erklärt die Anleitung , wie das geht. BW | HIER WOHNTE EUGENIE METZGER GEB. BAER JG. 1881 DEPORTIERT 1941 RIGA ERMORDET                          | Bachstraße 2 · (vorm. Hauptstraße 45) · | 16. Feb. 2008  | Eugenie Metzger, geborene Baer (1881–1941/45)                        |
| Bild gesucht Die Wikipedia wünscht sich an dieser Stelle ein Bild vom Ort mit diesen Koordinaten 48.6756409 9.7562942 . Motiv: Stolperstein Stolpersteine in der Hauptstraße 45 Falls du dabei helfen möchtest, erklärt die Anleitung , wie das geht. BW | HIER WOHNTE RUDOLF METZGER JG. 1922 DEPORTIERT 1941 RIGA ERMORDET                                     | Bachstraße 2 · (vorm. Hauptstraße 45) · | 16. Feb. 2008  | Rudolf Metzger (1922–1941/45)                                        |
| Bild gesucht Die Wikipedia wünscht sich an dieser Stelle ein Bild vom Ort mit diesen Koordinaten 48.6756409 9.7562942 . Motiv: Stolperstein Stolpersteine in der Hauptstraße 45 Falls du dabei helfen möchtest, erklärt die Anleitung , wie das geht. BW | HIER WOHNTE FELIX SAHM JG. 1870 DEPORTIERT 1942 THERESIENSTADT 1942 TREBLINKA ERMORDET                | Bachstraße 2 · (vorm. Hauptstraße 45) · | 16. Feb. 2008  | Falk Sahm (1870–1942)                                                |
| Bild gesucht Die Wikipedia wünscht sich an dieser Stelle ein Bild vom Ort mit diesen Koordinaten 48.684777 9.757673 . Motiv: Stolpersteine Haldenstraße 18 Falls du dabei helfen möchtest, erklärt die Anleitung , wie das geht. BW                      | HIER WOHNTE PAULINE A. ZEIMANN GEB. FRÖMBSDORF JG. 1904 UNFREIWILLIG VERZOGEN 1939 FRANKFURT ÜBERLEBT | Haldenstraße 18 ·                       | 10. Juli 2020  | Pauline Auguste Zeimann, geborene Frömbsdorf (1885–1945), auch Paula |
| Bild gesucht Die Wikipedia wünscht sich an dieser Stelle ein Bild vom hier behandelten Ort. Falls du dabei helfen möchtest, erklärt die Anleitung , wie das geht. BW                                                                                     | HIER WOHNTE WALTER ZEIMANN JG. 1885 'SCHUTZHAFT' 1938 DACHAU ERMORDET 20.11.1938                      | Haldenstraße 18 ·                       | 10. Juli 2020  | Walter Zeimann (1885–1945)                                           |